# مداعبة جنسية

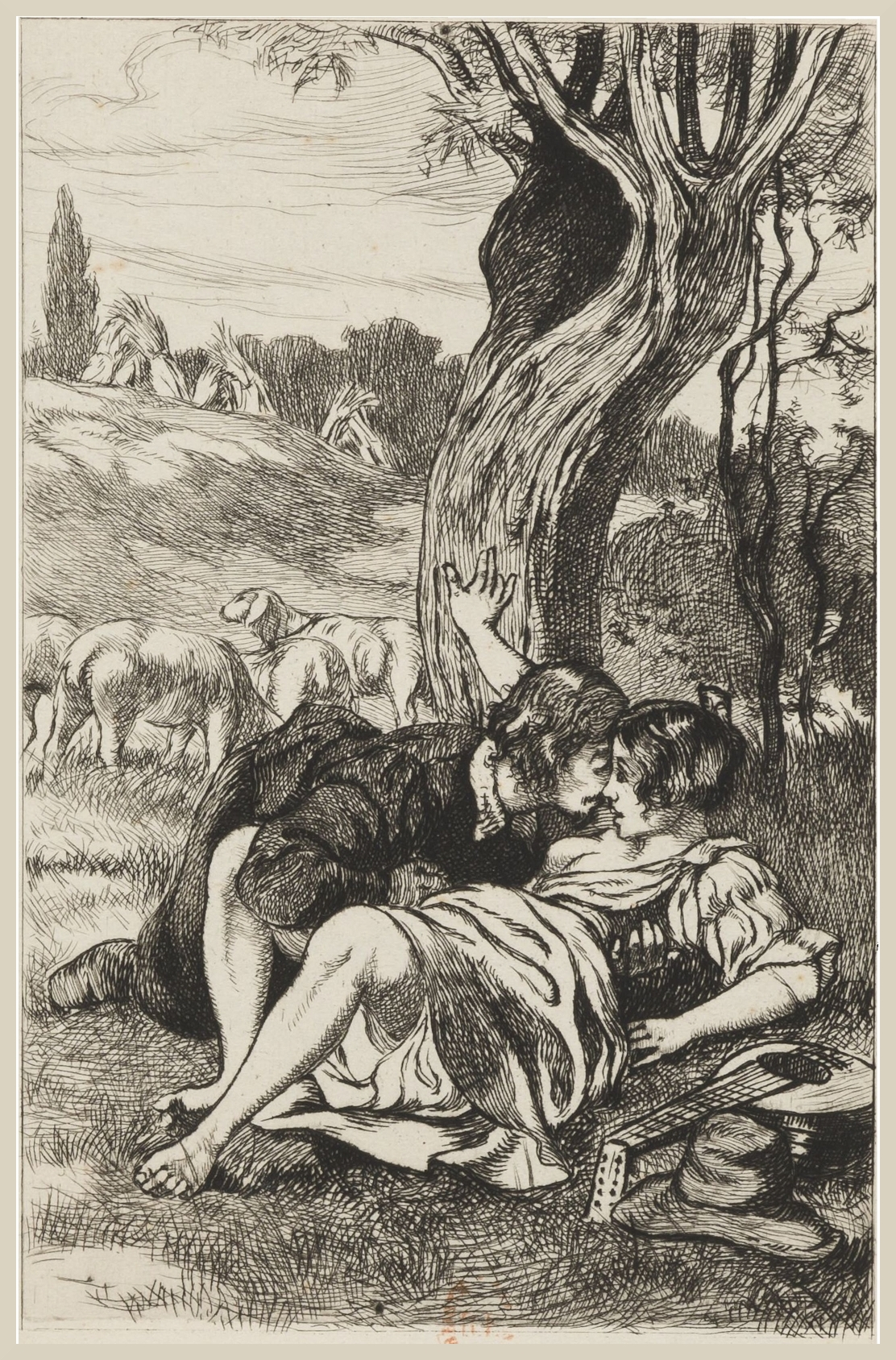
مداعبة جنسية بين رجل وأمرأة لوحة لمارتين فان مالي

المُداعَبة الجنسية أو الجَمَش أو المُلاعبة أو المُداعَبة السبقية هي فعل يهدف إلى إشعال وإثارة الرغبة الجنسية مثل التقبيل، اللمس، الاحتضان ومداعبة المناطق الحساسة جنسيًّا
المداعبة الجنسية لها آثار جسدية ونفسية على المرأة، ولكن الآثار النفسية هي الأكثر أهمية. حيث القدرة للوصول إلى هزة الجماع ترتبط بتقنيات المداعبة الصحيحة ، وعندما تُثار المرأة جنسيًّا نتيجة المداعبة يتدفق الدم إلى المنطقة التناسلية ويتسبب في زيادة احتقان أنسجة الأعضاء التناسلية (البظر والشفرين). وتوسع جدار المهبل

## الأبحاث
يمكن أن تختلف المداعبة الجنسية بشكل كبير أعتمادا على السن والدين والأعراف الثقافية. على الرغم أنتشار فكرة أن المرأة تحتاج إلى المزيد من المداعبة، والمزيد من الوقت لتثار جنسيا إلا أن البحوث العلمية تفند تلك الفكرة. حيث أستخدم علماء من جامعة مركز الصحة ماكجيل في مونتريال، كندا طريقة التصوير الحراري لتسجيل تغير درجات الحرارة في منطقة الأعضاء التناسلية كتعريف للوقت اللازم للوصول للإثارة الجنسية. ودرس الباحثون الفترة الزمنية اللازمة للفرد للوصول إلى ذروة الإثارة الجنسية وخلصت إلى أنه في المتوسط تحتاج النساء والرجال تقريبا إلى الوقت نفسه للوصول إلى الإثارة الجنسية—وهو حوالي 10 دقائق  ولكن هذا لا يأخذ في الاعتبار الوقت اللازم للإثارة العقلية.